# 帕納鎮區 (伊利諾伊州克里斯蒂安縣)
帕納鎮區（英語：Pana Township）是位於美國伊利諾伊州克里斯蒂安縣的一個行政鎮區。

## 地方資料
根據2010年美國人口普查的數據，帕納鎮區的面積為127.60平方千米，當中陸地面積為127.00平方千米，而水域面積為0.60平方千米。當地共有人口6329人，而人口密度為每平方千米49.6人。